# Hatfield and the North (album)
Hatfield and the North je první studiové album britské progresivní rockové skupiny Hatfield and the North. Jeho nahrávání probíhalo od října 1973 do ledna 1974 pod produkcí Toma Newmana a samotné skupiny. Album vyšlo v únoru 1974 u vydavatelství Virgin Records.

## Obsazení
Hatfield and the North
- Phil Miller – kytara
- Dave Stewart – elektrické piano (Fender Rhodes), varhany (Hammond), syntezátor (Minimoog), pianet (Hohner), piáno
- Richard Sinclair – basová kytara, zpěv
- Pip Pyle – bicí

Ostatní
- Robert Wyatt – zpěv (4)
- Barbara Gaskin – zpěv (5)
- Geoff Leigh – tenorsaxofon (5), flétna (5 a 13)
- Didier Malherbe – tenorsaxofon (7) – neuveden
- Jeremy Baines – pixifon (5), flétna (13)
- Cyrille Ayers – zpěv (8)
- Sam Ellidge – zpěv (7)